# Jacqueline Moser
Jacqueline Moser (* 1965 in Basel) ist eine Schweizer Schriftstellerin.

## Leben
Jacqueline Moser lebt und arbeitet als Lehrerin in Basel. 1998 war sie als Stipendiatin im Literarischen Colloquium Berlin. Ihre im gleichen Jahr entstandene Textsammlung Vergiss Liebe, 65 Lichtblicke wurde bislang nicht veröffentlicht. Veröffentlichungen in Literaturzeitschriften, beispielsweise in der Schweizer Vierteljahreszeitschrift Entwürfe. Jacqueline Moser ist Trägerin des  HALMA-Stipendiums der Stiftung Pro Helvetia.

## Werke
- Lose Tage, Roman, weissbooks.w, Frankfurt am Main 2008, ISBN 978-3-940888-21-1; 2. Auflage: edition 8, Zürich 2023, ISBN 978-3-85990-602-0
- Ich wünschte, wir begegneten uns neu, Roman, Bilger, Zürich 2016. ISBN 978-303762059-5
- Wir sehen uns, Roman, edition 8, Zürich 2023, ISBN 978-3-85990-499-6